# Окулярець серамський
Окулярець серамський (Heleia pinaiae) — вид горобцеподібних птахів родини окулярникових (Zosteropidae). Ендемік Індонезії.

## Поширення і екологія
Серамські окулярці є ендеміками острова Серам. Вони живуть в гірських тропічних лісах.